# Naitae
Naitae is een bestuurslaag in het regentschap Kupang van de provincie Oost-Nusa Tenggara, Indonesië. Naitae telt 1330 inwoners (volkstelling 2010).